# Рыбное
Ры́бное — город в России, административный центр Рыбновского района Рязанской области. Город-спутник Рязани.

## География
Расположен в междуречье Вожи и её правого притока Дубянки, в 21 км к северо-западу от Рязани. Население 21 200 чел. (2023).

### Природная зона и климат
Город располагается в северо-восточной части Среднерусской возвышенности, в природной зоне широколиственных лесов. Почвы относятся к типу серых лесных. Преобладает умеренно континентальный климат. Самый тёплый месяц — июль, со средней температурой около 19,1 °C, а самый холодный — январь, со средней температурой около −10.1 °C.
Среднегодовое количество осадков 573 мм.

## История
Село Рыбино (позже Рыбное) впервые упоминается в писцовых книгах 1597 года. Название города связывают с рыболовством на реке Воже. Неподалёку от Рыбного, в пойме Вожи и её притока Мечи, в августе 1378 русские войска во главе с московским князем Дмитрием Ивановичем разгромили ордынские войска.
Быстрому росту в XIX веке село обязано строительству и пуску в 1864 году железной дороги Москва — Рязань. Местный помещик Булыгин создал здесь образцовое скотоводческое хозяйство. В начале XX века Рыбное было центром Рыбновской волости Рязанского уезда.
С 1947 года Рыбное получило статус рабочего посёлка, с 1961 года имеет статус города. В состав города были включены село Полтево и часть села Ходынино.
Неподалёку от Рыбного, в селе Константинове, родился поэт С. А. Есенин. Сегодня там находится государственный музей-заповедник.

## Население
| 1859    | 1897    | 1906    | 1926    | 1939    | 1959    | 1967    | 1970    | 1979    | 1989    | 1992    | 1996    |
| ------- | ------- | ------- | ------- | ------- | ------- | ------- | ------- | ------- | ------- | ------- | ------- |
| 920     | ↗1247   | ↘1184   | ↗1964   | ↗3025   | ↗10 186 | ↗16 000 | ↗17 293 | ↗17 789 | ↗18 672 | ↘18 500 | ↗18 700 |
| 1998    | 2000    | 2001    | 2002    | 2003    | 2005    | 2006    | 2007    | 2008    | 2009    | 2010    | 2011    |
| ↗18 800 | ↘18 600 | →18 600 | ↗19 150 | ↗19 200 | ↘19 100 | ↘19 000 | →19 000 | ↗19 100 | ↗19 272 | ↘18 380 | ↗18 400 |
| 2012    | 2013    | 2014    | 2015    | 2016    | 2017    | 2018    | 2019    | 2020    | 2021    | 2023    |         |
| ↗18 606 | ↗18 708 | ↗18 791 | ↗18 969 | ↗19 134 | ↗19 265 | ↗19 700 | ↗20 125 | ↗20 677 | ↗21 069 | ↗21 200 |         |

На 1 января 2025 года по численности населения город находился на 626-м месте из 1124 городов Российской Федерации.
Национальный состав
По итогам переписи населения 2020 года проживали следующие национальности (национальности менее 0,1 % и другое, см. в сноске к строке «Другие»):
| Национальность | Численность, чел. | Доля     |
| -------------- | ----------------- | -------- |
| Русские        | 18 150            | 86,15 %  |
| Армяне         | 171               | 0,81 %   |
| Азербайджанцы  | 90                | 0,43 %   |
| Украинцы       | 62                | 0,29 %   |
| Узбеки         | 38                | 0,18 %   |
| Татары         | 35                | 0,17 %   |
| Цыгане         | 30                | 0,14 %   |
| Таджики        | 29                | 0,14 %   |
| Мордва         | 23                | 0,11 %   |
| Другие         | 2441              | 11,58 %  |
| Итого          | 21 069            | 100,00 % |

## Городское устройство
Железная дорога делит город на две части: западную и восточную. Западная часть расположена между железной дорогой и трассой М5 «Урал». Это более населённая часть города, здесь располагается микрорайон Черемушки, строятся новые жилые комплексы. На юге западной части располагается несколько коттеджных посёлков «Ходынинские дворики». Восточная часть — это преимущественно бывшие территории сёл Рыбное, Полтево и Ходынино. Наиболее развита здесь территория, примыкающая к улице Почтовая и площади Ленина: здесь располагаются почти все муниципально-административные учреждения города и района. Почти вся остальная территория восточной части города представляет собой частный сектор.

## Экономика
Рыбное входит в число 11 городских поселений Рязанской области, относящихся к категории малых городов с многопрофильной отраслевой структурой. Базовые отрасли городской промышленности: пищевая и перерабатывающая промышленности, электроэнергетика, а также лёгкая промышленность, обеспечивающие деятельность населения в сфере оказания услуг.
В городе размещается 38 промышленных предприятий, на которых занято более 2500 человек. Пищевая промышленность представлена двумя основными предприятиями по обработке и переработке сельскохозяйственной продукции. Это Рыбновский молочный и хлебный завод, специализирующиеся на производстве хлебобулочных и макаронных изделий. Развитие пищевой и перерабатывающей промышленности предусматривается за счёт реконструкции действующих предприятий. Одним из таких предприятий в городе является публичное акционерное общество «Рыбноехлебопродукт», образованное в 1929 году.
Одно из крупнейших предприятий строительной индустрии города компания «Стройсервис», занимающаяся строительством зданий и сооружений, а также производством бетона и других строительных растворов. Всего в строительном производстве города задействовано около 380 человек. Строительный комплекс города исходя активно поддерживает реализацию национальной программы обеспечения населения доступным и комфортным жильём.
В городе также функционирует завод медицинского оборудования, специализирующийся на производстве медицинской мебели, производственная компания «Бервел», выпускающая изделия высокопрочного крепежа.
Неподалёку от города располагается крупное овощехранилище «Унгор».

## Транспорт
Рыбное — город железнодорожников, здесь располагается одна из крупнейших сортировочных станций Московской железной дороги, обрабатывающая грузовые поезда с Московской, Куйбышевской и Юго-Восточной железных дорог.
Через город проходит федеральная автомобильная магистраль М-5 «Урал», сеть районных автомобильных дорог.

### Наземный пассажирский транспорт
Пассажирский транспорт представлен пригородными электропоездами и автобусами, преимущественно, малой и средней вместимости, так называемые «маршрутки».
Электропоезда связывают город с областным центром (13 пар обычных электропоездов и 3-5 пар электропоездов-экспрессов Москва —Рязань), а также с Москвой и городами Московской области: Луховицами, Коломной, Воскресенском, Раменским, Жуковским, Люберцами (4 прямых электропоезда до Москвы, 3-4 электропоезда-экспресса Рязань — Москва, а также 3 электропоезда до станции Голутвин). Также через город проходят 3 пары пассажирских электропоездов, следующих далее по хордовой линии Рыбное — Узуново и соединяющих город с населёнными пунктами Рыбновского района, а также Зарайского и Серебряно-Прудского городских округов Московской области.
В городе располагается пять пассажирских железнодорожных остановочных пункта
- платформа 179 км (Останавливаются часть электропоездов, кроме экспрессов)
- станция Рыбное (останавливаются все электропоезда, включая экспрессы);
- платформа Ходынино (останавливаются все электропоезда, кроме экспрессов);
- платформа Депо (останавливаются электропоезда, кроме экспрессов и прямых электропоездов Рязань — Москва);
- станция Рязань-Сортировочная (останавливаются все электропоезда, кроме экспрессов)

Расстояние между остановочными пунктами рекордно малое (от 800 до 1600 метров), что позволяет считать проходящие электропоезда в том числе городским транспортом.
Два автобусных маршрута соединяют Рыбное с Рязанью: один следует по западной части города и далее по трассе М-5 до автовокзала «Центральный», другой — по восточной части, следует через сёла Ходынино и Перекаль до троллейбусной остановки «Комбайновый завод». Также через город проходят несколько транзитных маршрутов, соединяющих Рязань с сёлами Рыбновского района. Помимо этого, существует несколько пригородных автобусных маршрутов, связывающих Рыбное с населёнными пунктами района.
Внутригородской транспорт представлен единственным автобусным маршрутом малой вместимости, соединяющим все основные районы города.

### Водный транспорт
Ближайшая судоходная водная артерия река Ока протекает в 18-20 км от города (по дорогам). Протекающие по территории города реки Вожа и Дубянка не судоходны.

## Образование и наука

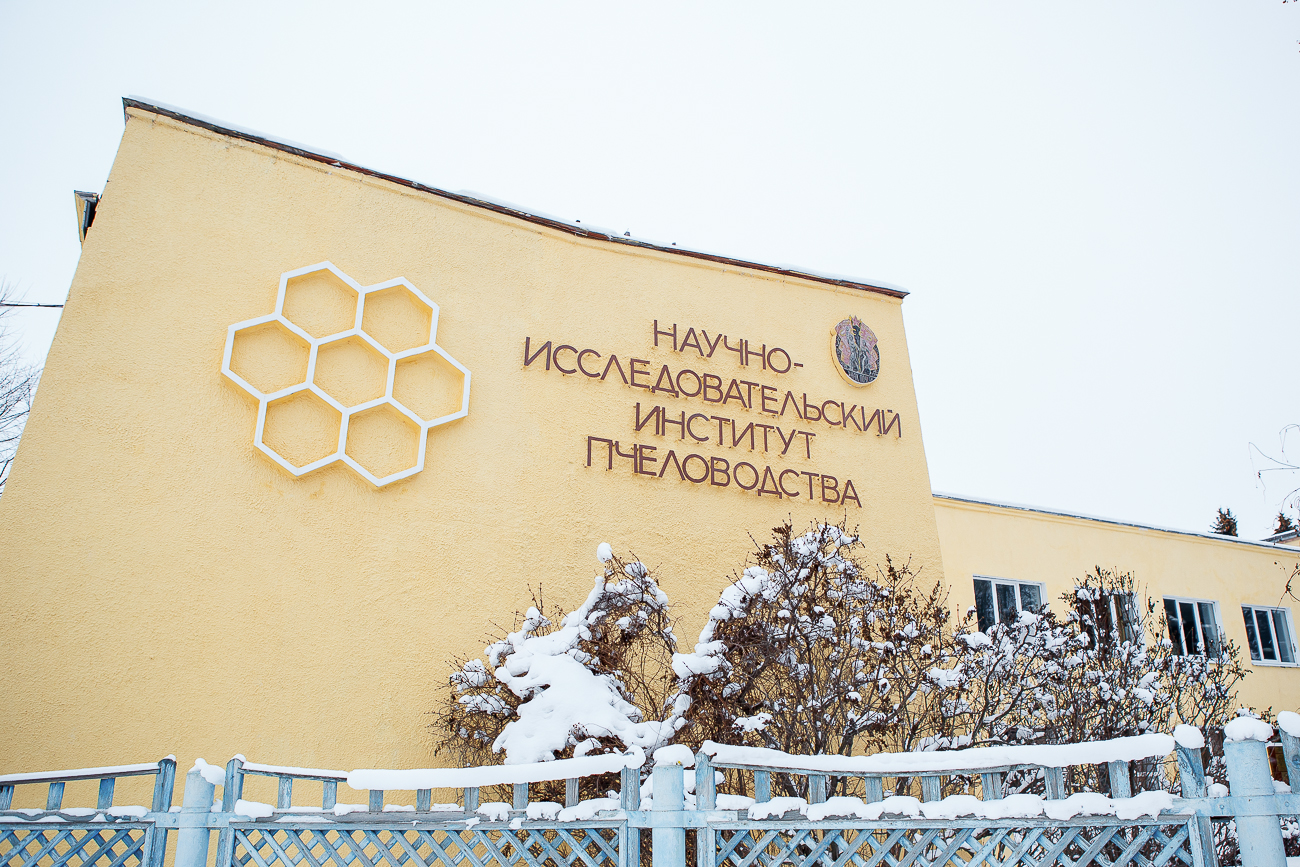
ВНИИ Пчеловодства.

Городская образовательная сеть представлена дошкольными и общеобразовательными учреждениями, городской библиотекой и Дворцом культуры, а также Рязанским железнодорожным техникумом.
В Рыбном и неподалёку от города находятся два федеральных научно-исследовательских института. Всероссийский научно-исследовательский институт коневодства Российской академии сельскохозяйственных наук, организованный в мае 1930 года, и всероссийский научно-исследовательский институт пчеловодства, переведённый в Рыбное в 1954 году.

## Достопримечательности
- Свято-Иоанно-Богословский монастырь;
- Музей-выставка пчеловодства при Научно-исследовательском институте пчеловодства;
- Станция-музей «Дивово»;
- Дом-музей братьев Пироговых;
- Памятник Трудовому подвигу женщин;
- Музей НИИ коневодства;
- Ферма «Мир птиц Саванна»;
- Церковь Казанской иконы Божией Матери;
- Музей пощуповской игрушки;
- Рыбновский районный краеведческий музей[31].

## Галерея

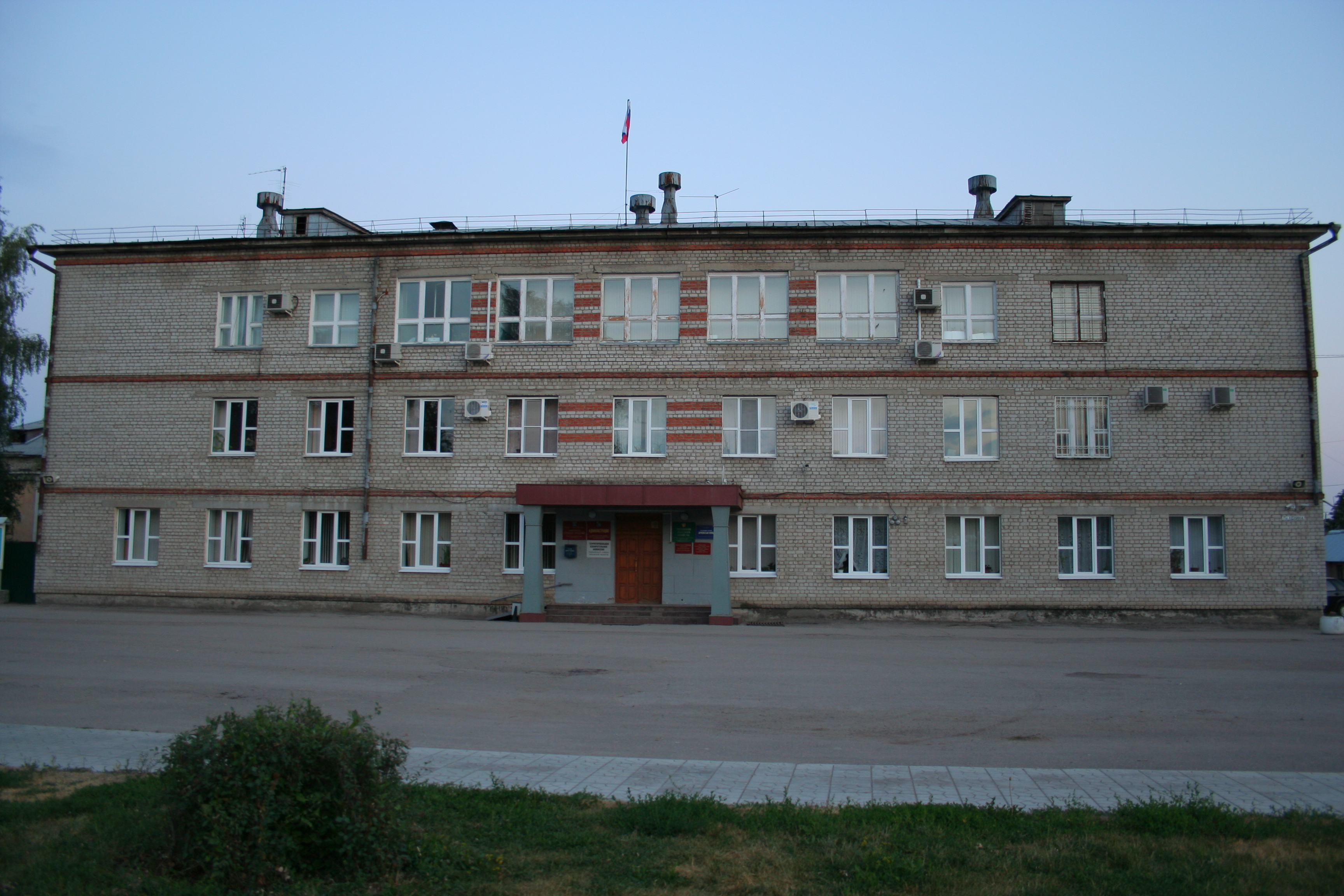
Здание городской администрации
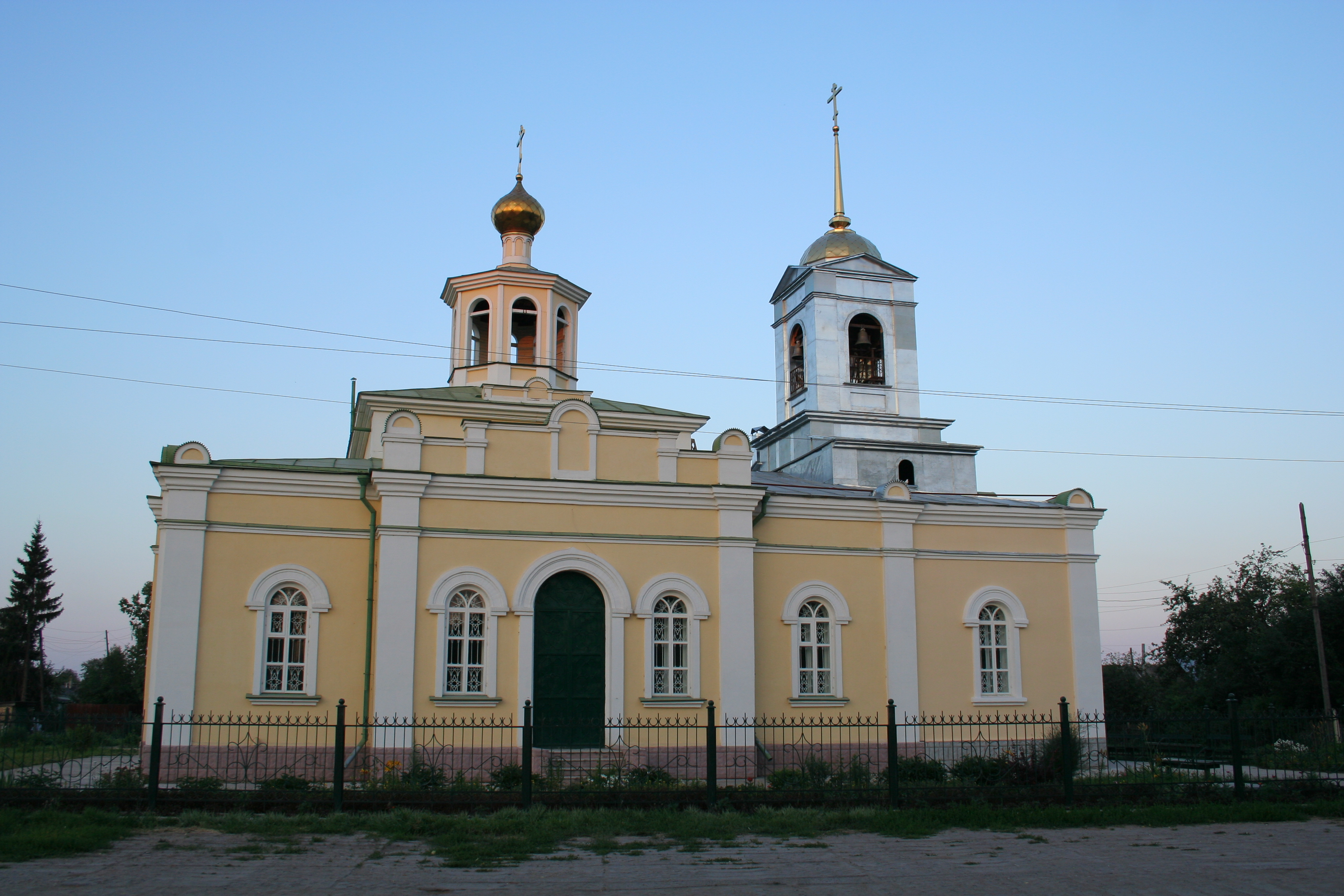
Никольская церковь
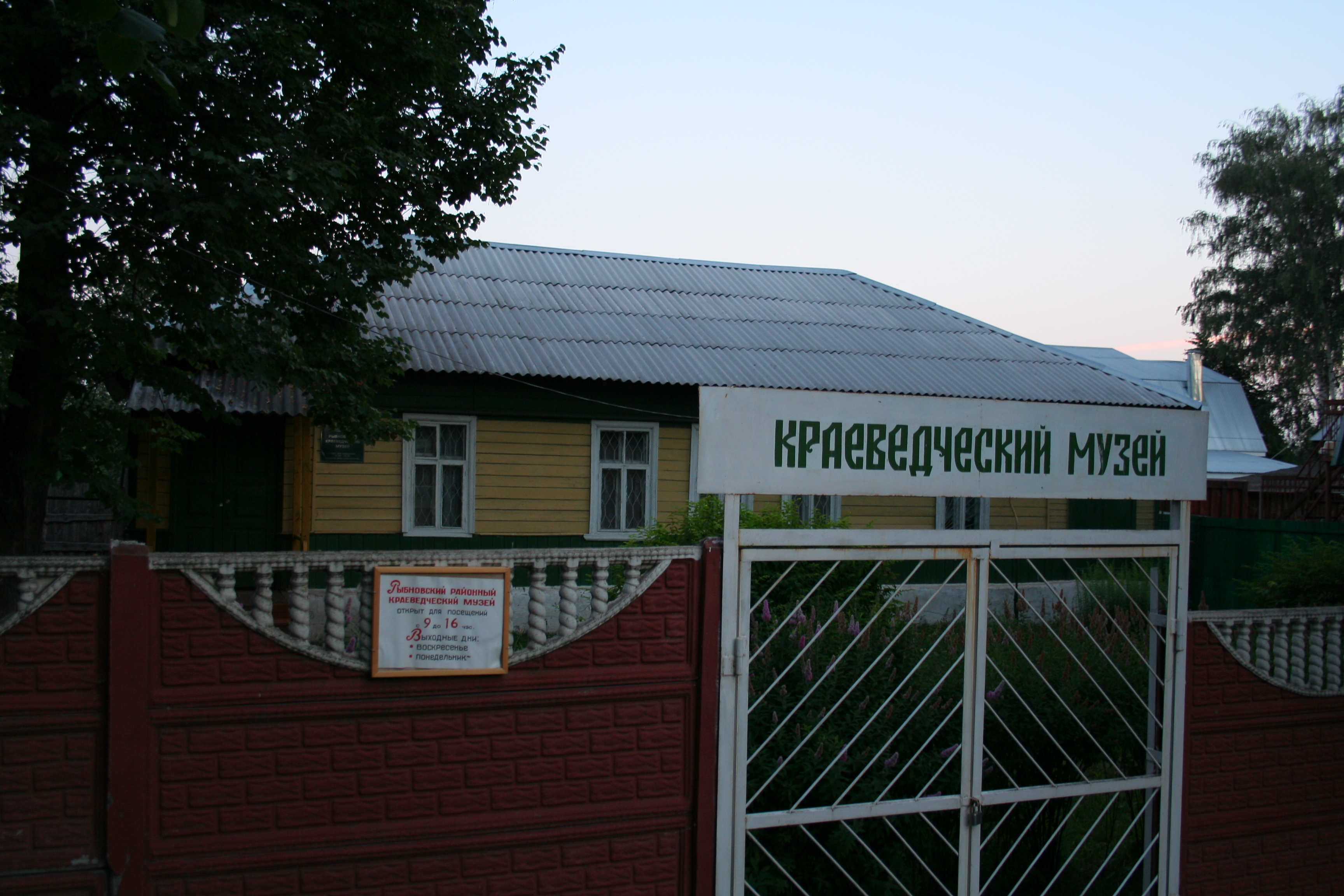
Краеведческий музей
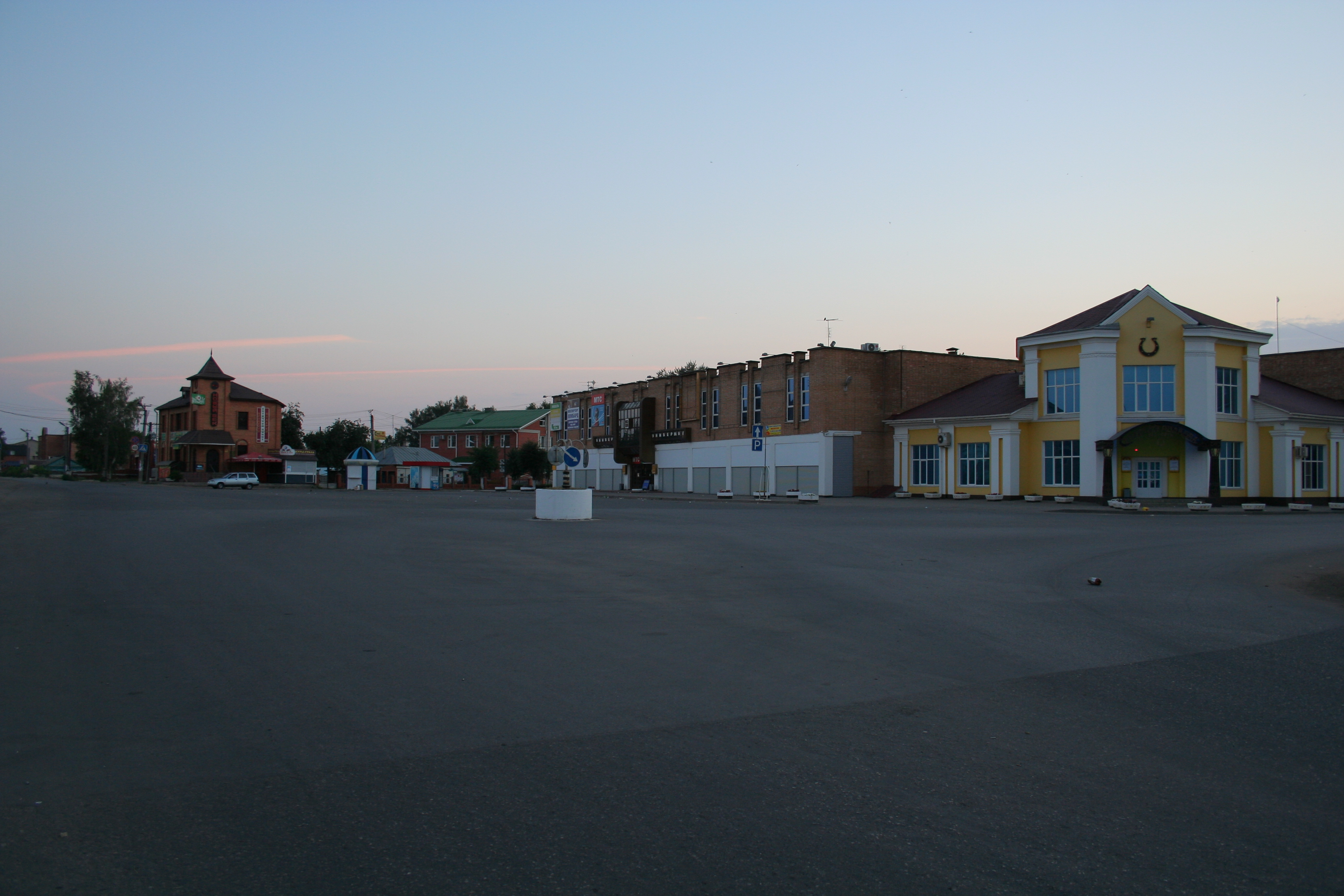
Центральная площадь
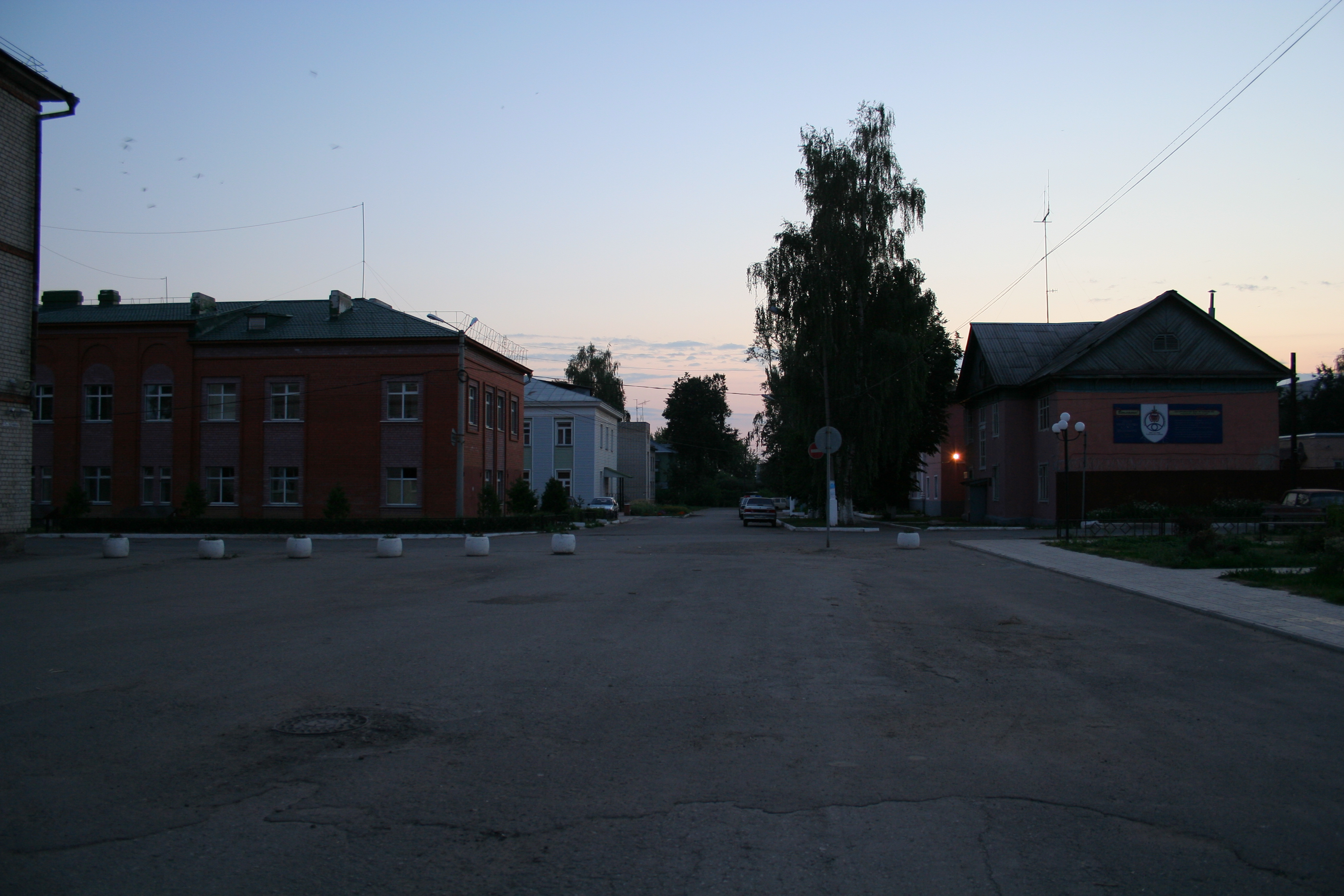
Площадь Ленина
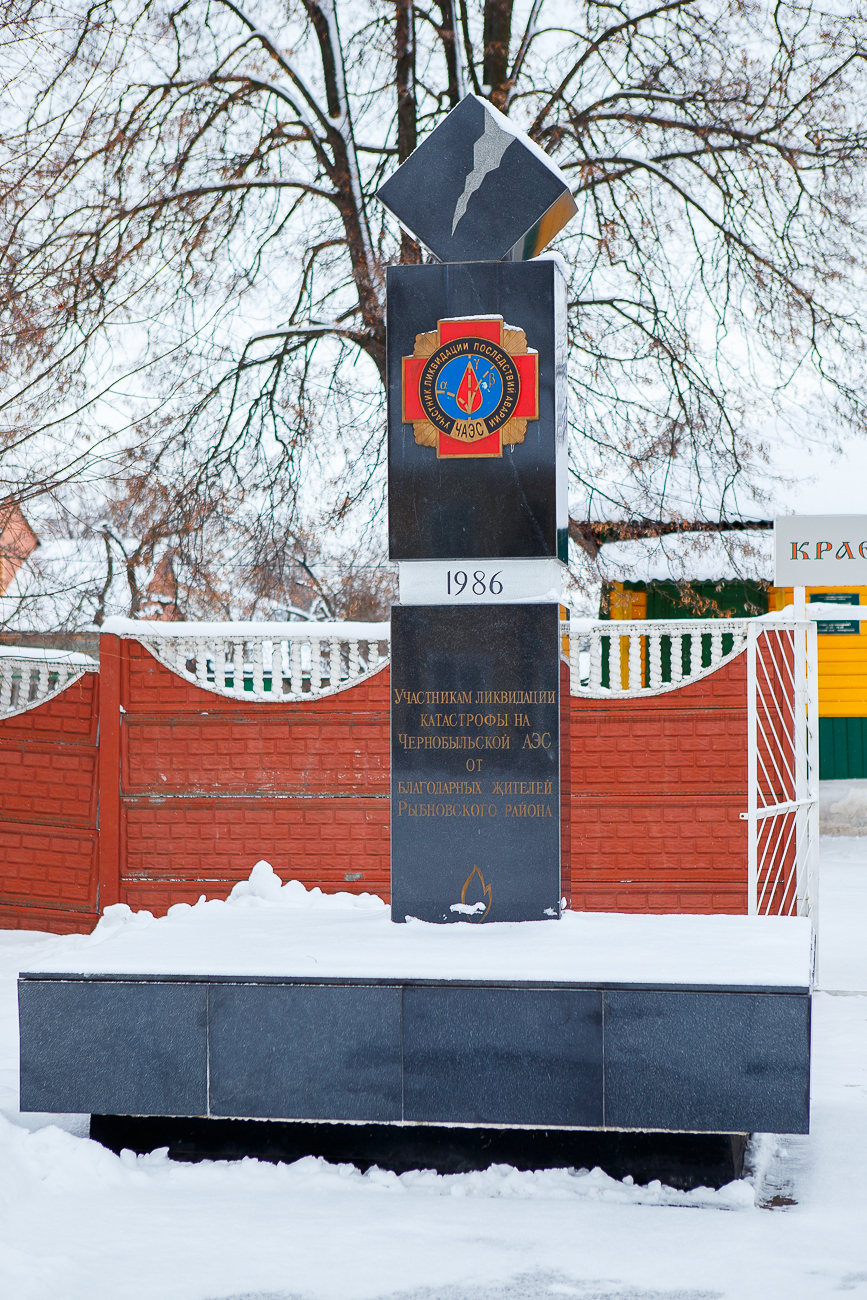
Памятник ликвидаторам катастрофы на ЧАЭС
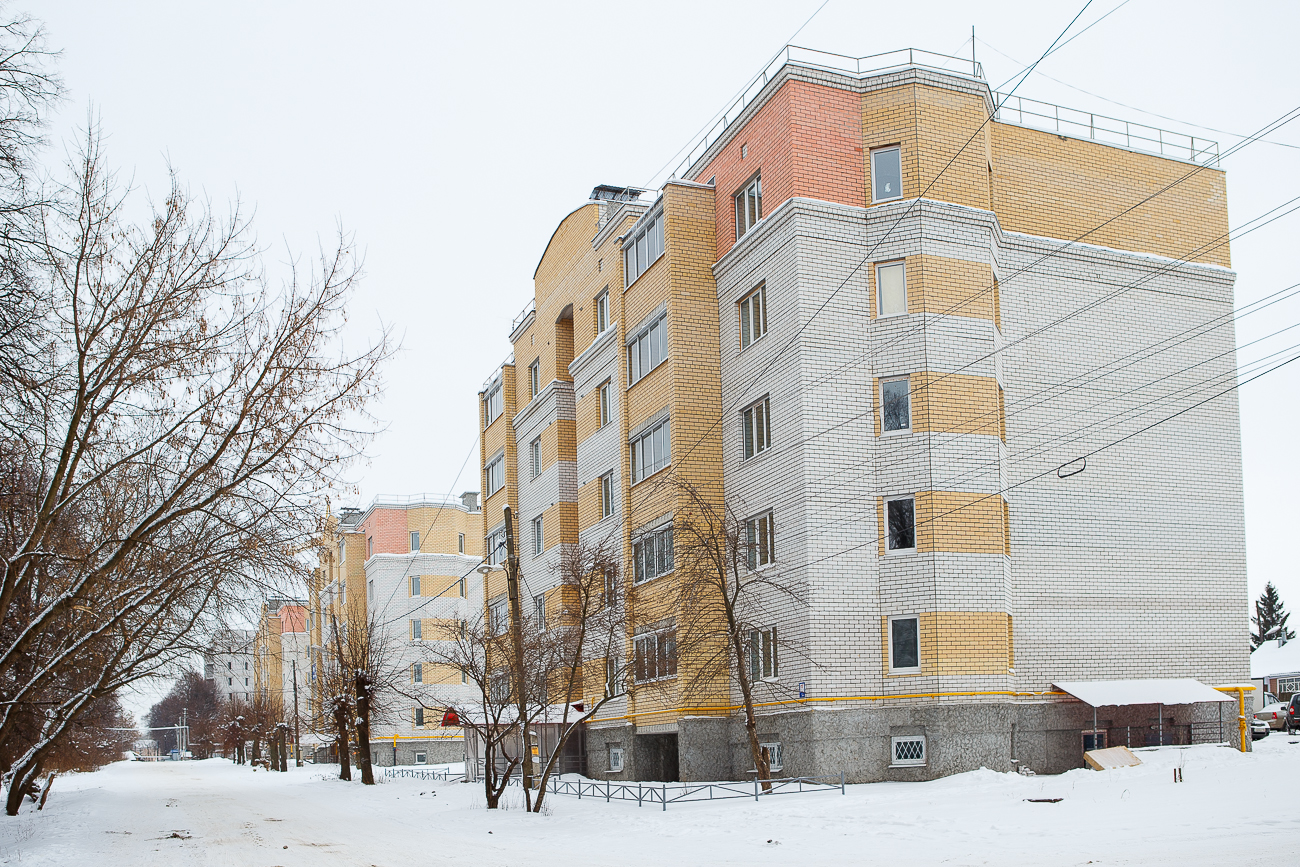
Жилые дома
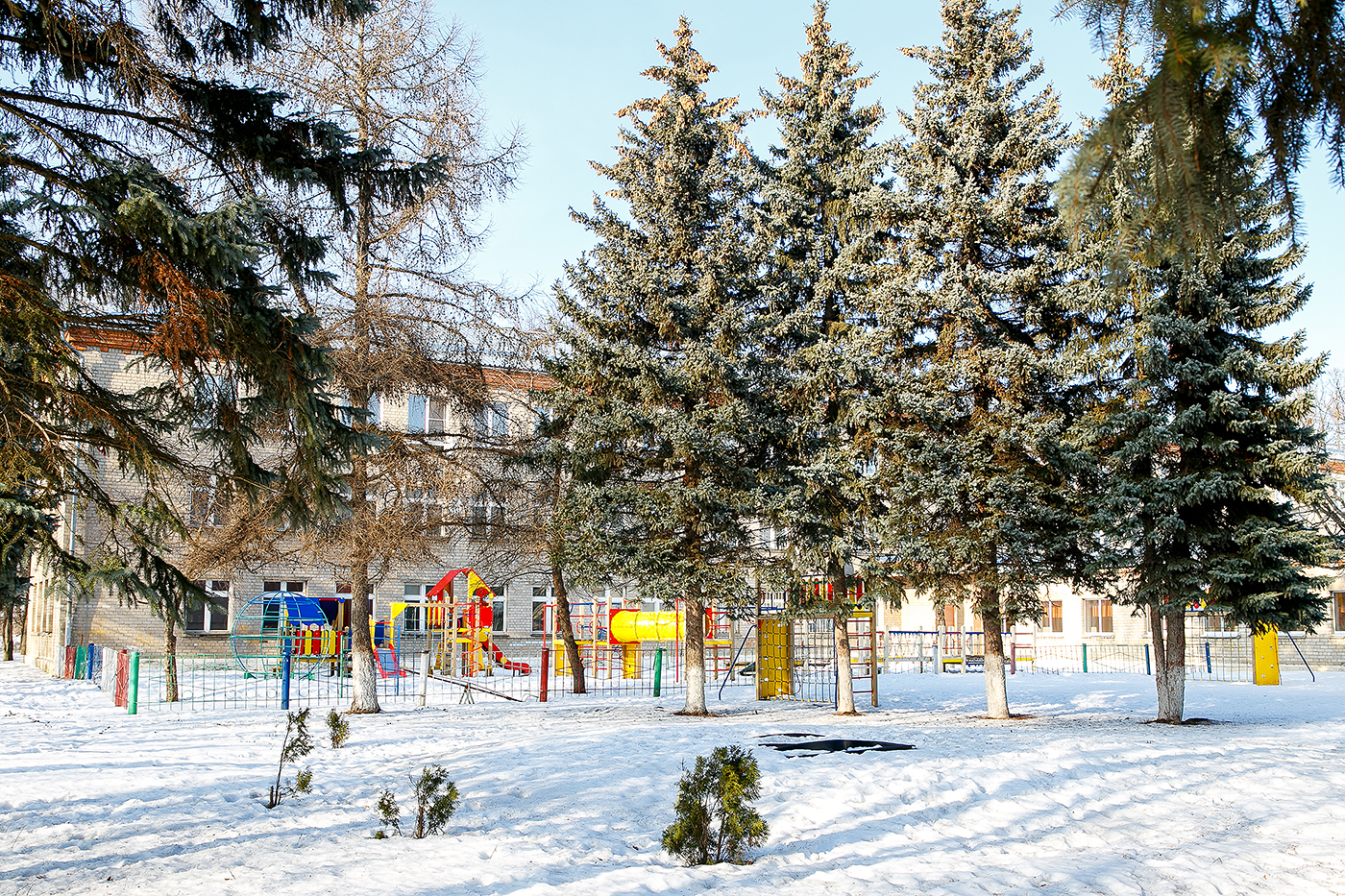
Школа-интернат